# جان هوی‌ساید
جان هِوی‌ساید (انگلیسی: John Heaviside؛ درگذشت ۱۸۲۸) جراح اهل پادشاهی بریتانیای کبیر بود که به دلیل داشتن یک موزه پزشکی شهرت دارد و در سال ۱۷۹۷ به عضویت انجمن سلطنتی درآمد.
او در هاتفیلد، هرتفوردشر زاده شد و پسر جراحی به نام جان هِوی‌ساید (درگذشته ۱۷۸۷) و همسرش مری الیوت بود که در سال ۱۷۴۸ غسل تعمید داده شد. او در چیپینگ بارنت زیر نظر دیوید گارو (۱۷۱۵–۱۸۰۵) (پدر ویلیام گارو)، آموزش دید.
در سال ۱۷۶۴، هِوی‌ساید نزد چارلز دنس، جراحی درچیپینگ بارنت، دستیاری کرد. او قبل از اتمام دوره کارآموزی آنجا را ترک کرد و نزد پرسیوال پات در لندن رفت تا آموزش‌های خود را زیر نظر او پی بگیرد. وی پس از مدتی کار در بیمارستان سنت بارتلمه، تا سال ۱۷۸۸ پزشک گارد گرنادیر شد. او ثروتی را از پدرش به ارث برد و خانه‌ای در میدان هانوفر برای زندگی خرید، و همچنین در سال ۱۷۹۳ مجموعه پزشکی جراح هنری واتسون را خریداری کرد. این خانه، در خیابان جورج ۱۴، به عنوان یک موزه آناتومی مورد توجه قرار گرفت و هِوی‌ساید در سال ۱۸۱۸ کاتالوگی از آن منتشر کرد. یکی از دستیاران او جان هاوشیپ بود.